# Dunstervillea mirabilis
Dunstervillea mirabilis är en orkidéart som beskrevs av Leslie Andrew Garay. Dunstervillea mirabilis ingår i släktet Dunstervillea och familjen orkidéer. Inga underarter finns listade i Catalogue of Life.